# 阿努瓦尔
阿努瓦尔（法語：Annoire，法語發音：[anwaʁ]）是法国汝拉省的一个市镇，属于多勒区。

## 地理
阿努瓦尔（46°57'30"N, 5°16'42"E）面积15.69 平方千米，位于法国勃艮第-弗朗什-孔泰大區汝拉省，该省份为法国东部内陆省份，北起上索恩省，西北接科多尔省，西临索恩-卢瓦尔省，南至安省，东与杜省和瑞士接壤。
与阿努瓦尔接壤的市镇（或旧市镇、城区）包括：圣卢、布斯朗日、舍曼、珀蒂努瓦尔、弗雷特朗、普尔朗。

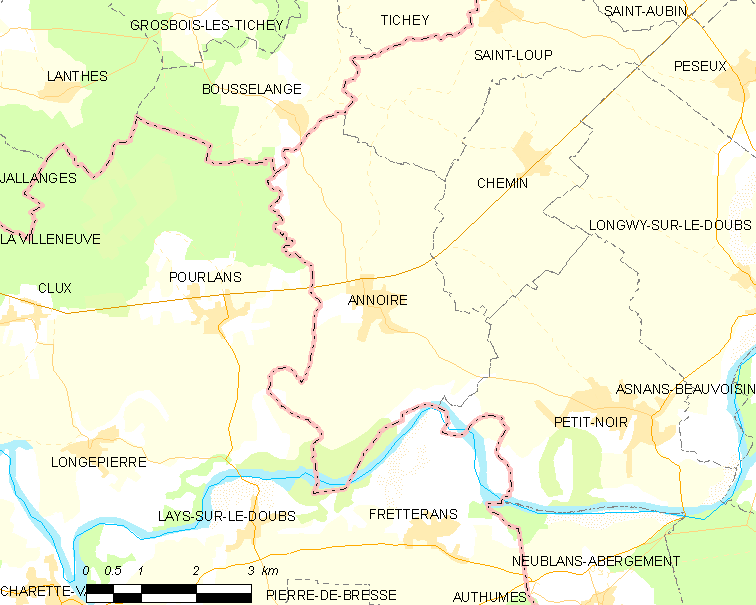
阿努瓦尔的OSM定位图

阿努瓦尔的时区为UTC+01:00、UTC+02:00（夏令时）。

## 行政
阿努瓦尔的邮政编码为39120，INSEE市镇编码为39011。

## 政治
阿努瓦尔所属的省级选区为塔沃县。

## 人口

1962-2008年间阿努瓦尔人口变化图示

阿努瓦尔于2022年1月1日时的人口数量为423人。